# San Fernando, Chile
San Fernando este un oraș situat în provincia Colchagua, regiunea Libertador General Bernardo O'Higgins în Chile. 
La 2002 comuna avea o populație totală de 63.732 locuitori. Suprafața totală este de 2.441,3 km².